# Lymnas epijarbas
Lymnas epijarbas är en fjärilsart som beskrevs av Otto Staudinger 1880. Lymnas epijarbas ingår i släktet Lymnas och familjen Riodinidae. Inga underarter finns listade i Catalogue of Life.